# Município de Oxford (condado de Guernsey, Ohio)
O município de Oxford (em inglês: Oxford Township) é um município localizado no condado de Guernsey no estado estadounidense de Ohio. No ano de 2010 tinha uma população de 809 habitantes e uma densidade populacional de 10,36 pessoas por km².

## Geografia
O município de Oxford encontra-se localizado nas coordenadas 40° 02′ 25″ N, 81° 16′ 54″ O. Segundo a Departamento do Censo dos Estados Unidos, o município tem uma superfície total de 78.06 km², da qual 78,05 km² correspondem a terra firme e (0 %) 0 km² é água.

## Demografia
Segundo o censo de 2010, tinha 809 pessoas residindo no município de Oxford. A densidade populacional era de 10,36 hab./km². Dos 809 habitantes, o município de Oxford estava composto pelo 96,91 % brancos, o 0,49 % eram afroamericanos, o 0,25 % eram amerindios, o 0,12 % eram asiáticos e o 2,22 % eram de uma mistura de raças. Do total da população o 0,87 % eram hispanos ou latinos de qualquer raça.